# Tatra 148
Tatra 148 - важкий вантажний автомобіль чехословацького виробництва, вироблений в 1972-1982 рр. фірмою «Татра». Подальший розвиток моделі Tatra 138.
У 1969 році Tatra вирішила модернізувати модель T138. Нова модель була позначена як T148. Завдання включало вимоги збільшення потужності двигуна, швидкості та надійності, а також зменшення шумності і викидів в атмосферу.
Знову була обрана, відмінно зарекомендувана, випробувана схема з центральною хребетною рамою модульної концепції (цього разу з колісними формулами 4x4 і 6x6).
У 1979 році автомобілі сімейства були модернізовані отримавши позначення Tatra T2-148. Всього було вироблено понад 80 змін, зокрема знижено витрату палива, знижений рівень шуму в кабіні, забезпечений стійкий запуск двигуна при морозах до -20 ° C, застосовані очищувачі повітря з масляною ванною, новий генератор і сидіння водія з пневматичною підвіскою та ін. Удосконалення. Зовні автомобілі стали відрізнятися зміненою конфігурацією отворів в облицюванні капота.

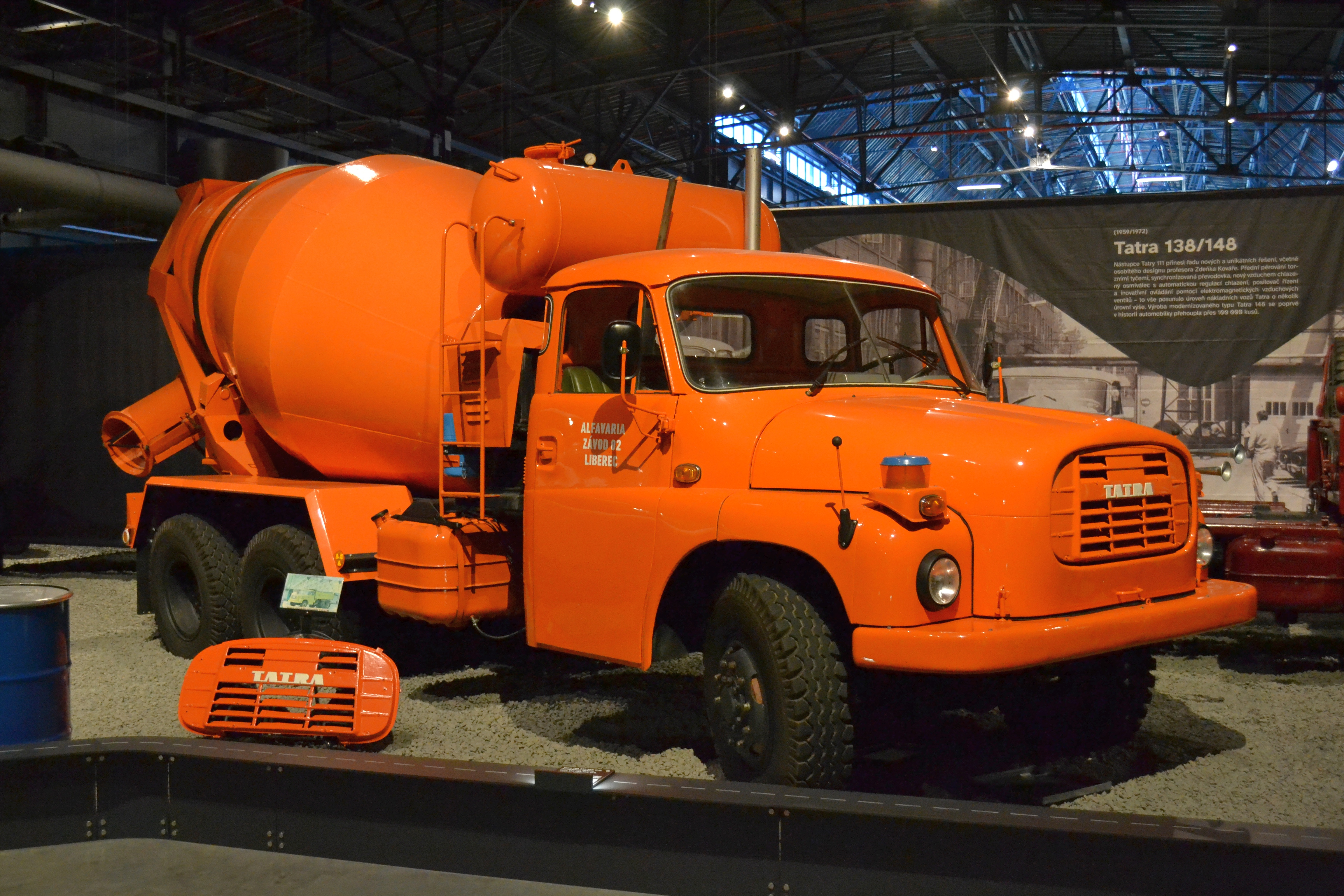
Tatra T148 Міксер
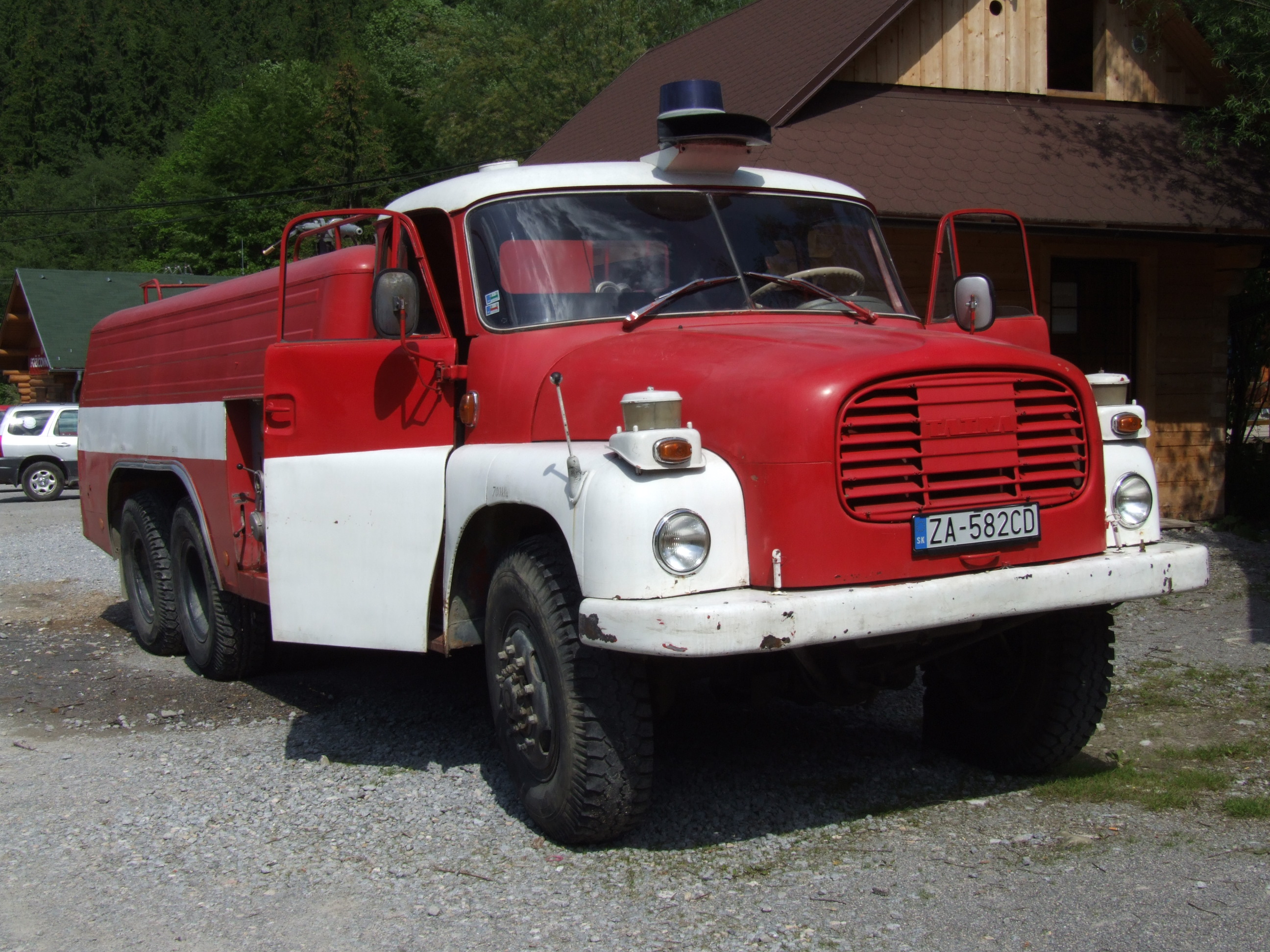
Tatra T148 Пожежний автомобіль
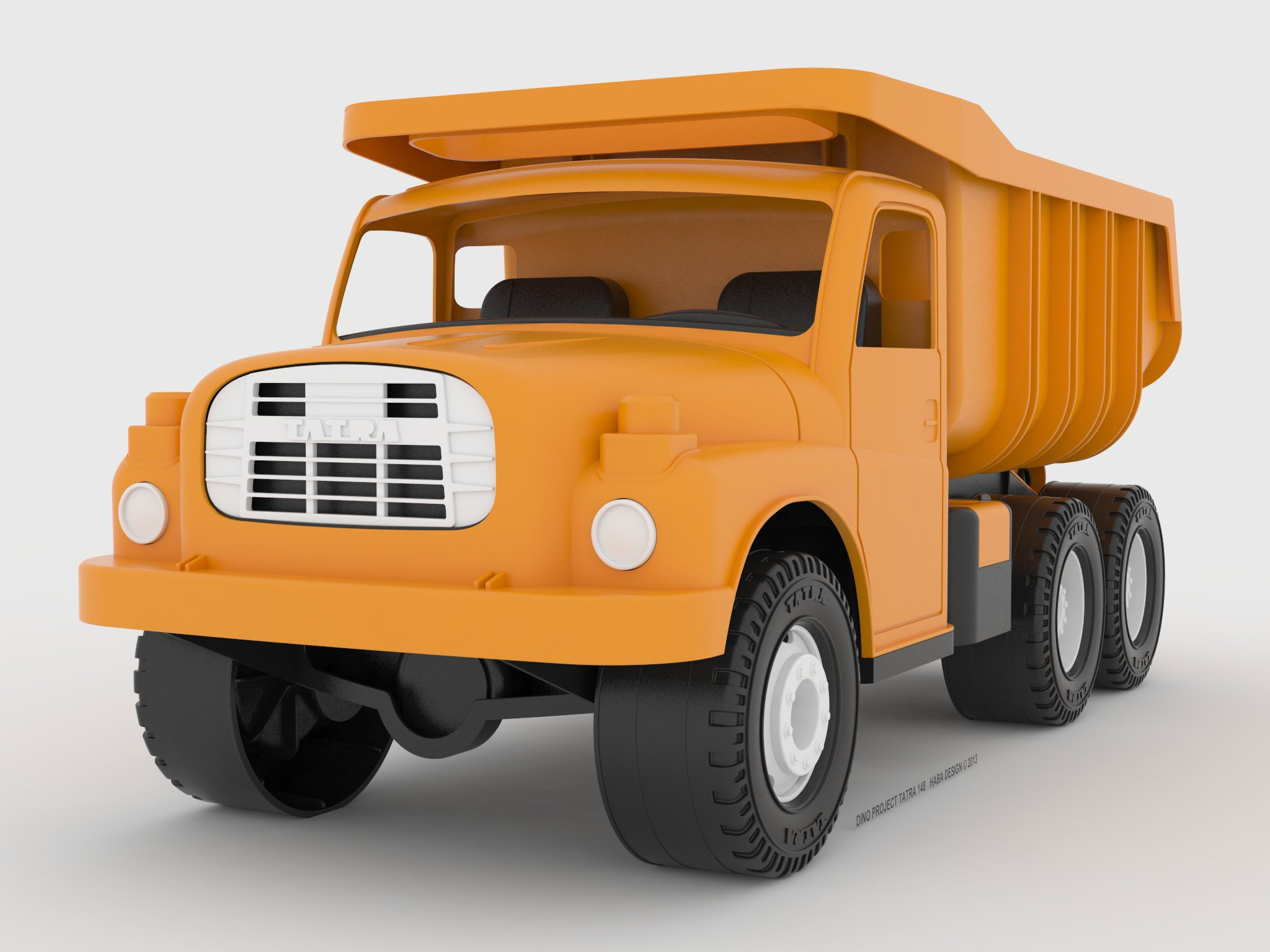
Tatra T148 S1 іграшка